# Concorso Internazionale Fotografico Città Storica di Pravisdomini
Concorso Internazionale Fotografico Città Storica di Pravisdomini (IPC) è un concorso fotografico internazionale svolto annualmente nel mese di dicembre il cui scopo è quello di valorizzare e promuovere l'arte fotografica, la ricerca espressiva nel campo della fotografia, in specifici settori come natura, cultura, tradizione, architettura, fotografia aerea, intimismo, ed altri, affinché gli artisti partecipanti possano trovare nuove occasioni diffusive della loro arte espressiva, nonché opportunità lavorative a livello internazionale. Il Concorso è indetto da Latitude Life APS, che è un Think Tank operativo internazionale  che svolge la propria attività nel settore della cultura, con la partecipazione di istituzioni come il Comune di Pravisdomini, la Regione Friuli Venezia Giulia, lo stato italiano, e sponsor commerciali internazionali, che ogni anno offrono a titolo gratuito i loro prodotti e novità nel settore della fotografia, quali premi ai vincitori.

## Storia
La prima edizione del Concorso Internazionale Fotografico Città Storica di Pravisdomini, organizzata da Latitude Life, si è tenuta nel 2017 a Pravisdomini. La selezione delle migliori fotografie presentate al concorso viene effettuata dalla Commissione Artistica del Concorso, che ogni anno è formata da professori universitari del settore fotografico, artisti di chiara fama, membri istituzionali, sotto la presidenza del dott.prof. Alberto Patron. 
L'edizione del 2017 del Concorso Internazionale Fotografico Città Storica di Pravisdomini è stata vinta dal fotografo Diocleziano Galella di Annone Veneto (Ve).